# Старі Санни
Старі Санни́ (рос. Старые Санны, башк. Иҫке Һынны) — село у складі Благоварського району Башкортостану, Росія. Входить до складу Первомайської сільської ради.
Населення — 417 осіб (2010; 345 в 2002).
Національний склад:
- башкири — 81 %